# Daleka obala
Daleka obala bila je splitski rock-sastav.

## Povijest
Ovu splitsku grupu osnovali su 1985. godine Marijan Ban i Boris Hrepić. Kroz idućih par godina postava se mijenjala, a 1988. godine pridružuju im se Jadran Vušković i Zoran Ukić. Prvi koncert nove postave održao se u kinoteci "Zlatna vrata" u Dioklecijanovoj palači u Getu, 27. studenog 1988. godine. Taj nastup pobudio je veliko zanimanje i popularnost grupe zbog specifičnosti glazbe. Iduće godine, kad su već bili održali preko 50 koncerata u Splitu i okolici, snimili su na audio kazeti demosnimke za nezavisnu izdavačku kuću Lvxor. 
Godine 1990. nastupaju na festivalu u Subotici izvodeći pjesmu "Valovi", a iste su godine snimili i svoj prvi album Daleka obala u izdanju zagrebačke kuće Suzy, kojeg je producirao Dragan Lukić Luky. Nakon toga, 1992. godine izdaju drugi album, Ludi mornari dolaze u grad, na kojem su radili još od kraja 1990. godine, kojeg je također producirao Luky. Nakon toga, izdaju još nekoliko albuma, a posljednji se zove 1999-2000 i objavljen 1999. godine. Na njemu, Marijan Ban, inače glavni vokal, pjeva samo nekoliko pjesama a ostale pjeva Jadran Vušković, osim pjesme "Kurve" koju je otpjevao Neno Belan. Neno Belan je na svim albumima pjevao back vokale, a na albumu Mrlje je uz to bio i klavijaturist i producent. Dino Dvornik je također bio veliki prijatelj benda. Producirao je njihov album Di si ti, te pjevao back vokale na albumu Mrlje.
Nakon toga, 2001. godine se grupa razišla. Nisu se razišli u medijskoj halabuci ni javno svađali, jednostavno više nisu mogli dalje zajedno. Prije desetak godina potvrdio je to, s određenim vremenskim odmakom, i Zoran Ukić u jednome intervjuu povodom izlaska albuma "The Ultimate Collection" "Daleke obale" u izdanju Croatia Recordsa. Marijan Ban, Jadran Vušković i Bogo Šoić-Mirilović osnivaju grupu Marijan Ban i ostali, ali se ipak ubrzo razilaze, a Marijan Ban nastavlja kao solist. Zoran Ukić i Boris Hrepić osnivaju skupinu The Obala. 

## Reunion
Prvi put nakon 18 godina (2019.) omiljeni je splitski četverac sjeo za isti stol u splitskom kafiću "Treće poluvrijeme" i ostavio po strani sve ono što ih je razdvojilo prije gotovo dva desetljeća.
Bila je to, govori nam Hrepa, ugodna ćakula starih prijatelja lišena bilo kakvih priča o budućim planovima. Za istim su se stolom, prvi put nakon razlaza 2001., našli i zbog još jednog važnog razloga – povodom dvadesete obljetnice njihova posljednjeg studijskog albuma "1999-2000".
25. listopada 2019. povodom 20. obljetnice albuma “1999-2000” predstavili su LP izdanje pod nazivom “999” te dvostruki LP album “Uspomena (Sve Najbolje Uživo)” i četverostruki CD box set koji donosi i dosad neobjavljene pjesme Daleke obale, nastale 1999. godine u garaži na Blatinama gdje je Daleka obala tad imala svoj mali studio. Sačuvani su audio kaseti iz vremena pripreme albuma Daleke obale “1999-2000”.
Nakon okupljanja u studenom 2019., uskoro su odlučili nastaviti djelovati. Uzeli su novog vokalista, a uz pristanak Marijana Bana, koji je objesio mikrofon o klin i uzeo zasluženi odmor od izvođenja glazbe. Novi pjevač i frontmen Jakša Jordes postao je neobičnim spletom okolnosti. Poznavao je Bana i Hrepića od prije, a Ukić ga je upoznao na premijeri mjuzikla Bambine. Nešto poslije iz Daleke su otišli u studio u Dubravi snimiti Lipe dane, a s obzirom na to da su u tom điru odlučili snimiti Od tebe ća i U reggaeu je spas, Hrepić je primijetio da bi dobro došla saksofonska dionica te je rekao da će zvati Jordesa da im kao prijatelj odsvira dionicu. Netko je primijetio da su saksofonisti dobri pjevači. Producent Leo Anđelković je predložio da bi Jakša trebao probati otpjevati Od tebe ća i oduševio prisutne, a velikom energijom pogurao je sastav naprijed.

## Članovi
- Marijan Ban – glavni vokal
- Jadran Vušković – vokali, gitara
- Zoran Ukić – bubnjevi
- Boris Hrepić – bas-gitara, usna harmonika, vokali
- Bogo Šoić-Mirilović – klavijature, gitara, vokali
- Jakša Jordes – vokal, saksofon[2]

## Zanimljivosti
- Zoran Ukić je otac poznatog hrvatskog košarkaša Roka Ukića.
- Daleka obala je sudjelovala na "Band Aid" – Albumu "Moja domovina".
- Boris Hrepić je i poznat kao umjetnik, te je oblikovao razne albume Daleke Obale.
- Nikada službeno objavljenu pjesmu posvećenu nogometnom klubu Hajduku iz Splita pod nazivom "Bila boja" su prvi put uživo otpjevali na 48. godišnjici kluba navijača Hajduka Torcida.
- Ni pjesma "Zrinka" nikada nije objavljena na službenom albumu.
- Nakon što je Croatia Records preuzela prava albuma "Daleka obala" i "Ludi mornari dolaze u grad", izdaje se CD na kojem se nalaze oba albuma.

## Diskografija

### Albumi
Daleka obala
- demoalbum snimljen u studiju Radio-Brača, u izdanju Luxor designa (1988.)
- Daleka obala (Suzy, 1990.)
- Ludi mornari dolaze u grad (Croatia Records, 1992.)
- Mrlje (Croatia Records, 1993.)
- Morski pas (Croatia Records, 1994.)
- Di si ti (Croatia Records, 1997.)
- 1999-2000 (Dancing Bear, 1999.)
- Kao sad (Dancing Bear, 2022.)

The Obala
- Istinite priče (Dancing Bear, 2002.)
- U ime zakona (Dancing Bear, 2004.)

Marijan Ban & ostali
- Staro zlato (Menart, 2003.)

Bogo
- Lavovi (Croatia Records, 2006.)

### Uživo
- Uspomena – sve najbolje uživo dvostruki CD (Dancing Bear, 2002.)

### Kompilacije
- Od mora do mora (Croatia Records, 1998.)
- Daleka obala – The Ultimate Collection (Croatia Records, 2008.)
- Daleka obala – Original album collection (Croatia Records, 2014.)

### Singlovi
- "Hrvatska čigra" – Pjesma ekspedicije Arktik – Antarktik (Croatia Records, 1994.) s Nenom Belanom

## Vanjske poveznice
- Biografija Daleke Obale
- Intervju sa Zoranom Ukićem[neaktivna poveznica]
- Stranice Marijana Bana  Arhivirana inačica izvorne stranice od 31. kolovoza 2018. (Wayback Machine)
- Tekstovi pjesama Daleke Obale